# أولكساندر سترايسكي
أولكساندر سترايسكي (بالأوكرانية: Стрецький Олександр Сергійович)‏ (مواليد 6 مايو 1986) هو ملاكم أوكراني، مثّل بلاده في الألعاب الأولمبية الصيفية 2008.

## روابط خارجية
أولكساندر سترايسكي على موقع بوكس ريك (الإنجليزية) (registration required)
- أولكساندر سترايسكي على موقع اللجنة الأولمبية الدولية (الإنجليزية)
- أولكساندر سترايسكي على موقع أوليمبيديا (الإنجليزية)